# Bönebüttel
Bönebüttel è un comune di 2 037 abitanti dello Schleswig-Holstein, in Germania.
Appartiene al circondario (Kreis) di Plön (targa PLÖ) ed è indipendente dalle comunità amministrative (Amt).